# G. R. S. Mead
Pour les articles homonymes, voir Mead.
George Robert Stow Mead plus connu en tant que G. R. S. Mead (né le 22 mars 1863 à Peckham, dans le Surrey et décédé le 28 septembre 1933 à Londres) est un écrivain théosophe et gnostique britannique.
Classiciste de formation, il adhéra très tôt à la société théosophique. Il en devint rapidement un membre éminent : secrétaire général de la section européenne et secrétaire particulier de Madame Blavatsky. Il fit de nombreuses contributions aux publications de la société dont il maintint le niveau d'exigence scientifique, principalement grâce à ses travaux sur le gnosticisme avec des traductions et des études des grands textes. Cependant, en 1909, des divisions internes à la société théosophique le conduisirent à faire scission avec une grande partie des membres existants. Il fonda la société The Quest et réorienta ses travaux sur la recherche de la spiritualité occidentale, par la traduction inédite de grands textes de la gnose (Pimandre, Hymnes de la Gnose, etc.).

## Biographie
George Robert Stow Mead était le fils de Robert Mead, alors lieutenant en formation au Military Staff College et de son épouse Mary Stowe. Il est né dans le quartier londonien de Peckham. Il commença ses études à la King's School de Rochester. Il alla ensuite au St John's College (Cambridge) où il commença par étudier les mathématiques avant de se diriger vers les lettres classiques. Il obtint son BA en 1884. Il étudia la philosophie orientale à l'université d'Oxford et enseigna les lettres classiques dans diverses public schools jusqu'en 1889.
G. R. S. Mead adhéra à la société théosophique dès 1884. Il devint le secrétaire de Madame Blavatsky en 1889. En 1890, il devint secrétaire général de la section européenne de la société, dont il était considéré comme un des membres les plus éminents. Il fut le secrétaire de la section ésotérique de la société présidée par Annie Besant. Après la mort de Mme Blavatsky, en 1891, il s'attela à l'édition de ses œuvres. Il revit ainsi la nouvelle édition de The Secret Doctrine parue en 1897. Il fut le rédacteur en chef de la principale revue de la société : Theosophical Review entre 1898 et 1909. G. R. S. Mead épousa le 12 juillet 1899 Laura Mary Cooper (1855 ou 1856 - 1924), une collègue théosophe,.
Au sein de la société théosophique, G. R. S. Mead travailla à maintenir l'équilibre entre recherches spirituelles et exigences scientifiques afin d'en maintenir la crédibilité. Il travailla aussi à y conserver une certaine harmonie, surtout au moment des crises. Ainsi, quand en 1894, William Quan Judge fut soupçonné d'avoir écrit lui-même des lettres attribuées aux Mahatmas, Mead réussit à éviter la scission entre les clans anti-Judge (dont il était) et pro-Judge.
Cependant, Mead ne put tenir la même ligne avec la crise autour de Charles Webster Leadbeater. Celui-ci était un propagandiste de la masturbation : il disait qu'elle servait à libérer les tensions sexuelles et donc à en libérer l'esprit en vue d'une quête spirituelle. Il fut accusé de pédophilie en 1906 pour avoir enseigné comment se masturber à des adolescents. Il était aussi certain qu'il en avait invité dans son lit et qu'il avait pratiqué la « réciprocité ». Un comité d'enquête au sein de la société fut mis en place, composé entre autres de Henry Steel Olcott, Alfred Percy Sinnett et G. R. S. Mead. En mai 1906, le comité laissa Leadbeater démissionner. Cependant, il fut réintégré par Annie Besant en 1908. Cette décision controversée de la présidente de la société entraîna le départ de G. R. S. Mead qui emmena avec lui sept cents autres membres de la société,,.
Afin de poursuivre le travail entamé au sein de la société théosophie, G. R. S. Mead créa dès 1909, avec Arthur Edward Waite, la société et la revue trimestrielle homonyme The Quest qui publiait des articles de philosophie (sur Nietzsche par exemple), de religion (sur le bouddhisme par exemple) comme sur la parapsychologie. Via Waite, Quest était lié à la Golden Dawn. Aussi, outre Mead et Waite, la revue accueillait William Butler Yeats ou Ezra Pound. The Quest servit aussi de refuge à ceux qui furent exclus ou fuirent la Goden Dawn. G. R. S. Mead s'intéressa de plus en plus à la parapsychologie et à la survie de l'âme après la mort. Après le décès de son épouse en 1924, il écrivit de moins en moins. Il mourut chez lui à Chelsea le 28 septembre 1933 et fut incinéré deux jours plus tard,.
Les travaux de G. R. S. Mead eurent une profonde influence sur Carl Gustav Jung, qui étudia les grands textes gnostiques et hermétiques à l'aide de ce que Mead avait écrit.

### Publications
- Simon Magus. An Essay, Theosophical Publishing Society, Londres, 1892.
- Plotinus, Theosophical Publishing Society, Londres, 1895.
- The World-Mystery: Four Comparative Essays in General Theosophy, Theosophical Publishing Society, Londres, 1895.
- Orpheus, Theosophical Publishing Society, Londres, 1896.
- Pistis Sophia, Theosophical Publishing Society, Londres, 1896. Lire en ligne (Sacred texts) ou lire en ligne (Gnostic society)
- Fragments of a Faith Forgotten, Theosophical Publishing Society, Londres et Benares, 1900. Lire en ligne (Sacred texts) ou lire en ligne (Gnostic society)
- Apollonius of Tyana, the Philosopher-Reformer of the First Century A.D, Theosophical Publishing Society, Londres et Benares, 1901. Lire en ligne (Sacred texts)
- The Gospels and the Gospel, Theosophical Publishing Society, Londres et Benares, 1902.
- Did Jesus Live 100 B.C.?, Theosophical Publishing Society, Londres et Benares, 1903. Lire en ligne (Chritianorigins)
- Thrice-Greatest Hermes. Studies in Hellenistic Philosophy and Gnosis, Theosophical Publishing Society, Londres et Benares, 3 vol., 1906. Lire en ligne (Sacred texts) : vol. 1, vol. 2, vol. 3
- Echoes from the Gnosis, Theosophical Publishing Society, Londres et Benares, 1906-1908. Douze volumes : The Gnosis of the Mind (1906), The Hymns of Hermes (1907) Lire en ligne (Gnostic society), The Vision of Aridæus (1907), The Hymn of Jesus (1907), The Mysteries of Mithra (1907), A Mithraic Ritual (1907), The Gnostic Crucifixion (1907), The Chaldean Oracles vol. I et II (1908), The Hymn of the Robe of Glory (1908), The Wedding-Song of Wisdom (1908).
- Some Mystical Adventures, John M. Watkins, Londres, 1910.
- Quests Old and New, G. Bell & Sons, Londres, 1913.
- The Doctrine of the Subtle Body in Western Tradition., John M. Watkins, Londres, 1919.
- The Gnostic John the Baptizer: Selections from the Mandæan John-Book, John M. Watkins, Londres, 1924. Lire en ligne (Gnostic society)
- The Quest — Old and New: A Retrospect and Prospect, John M. Watkins, Londres, 1926.
- The Sacred Dance in Christendom, John M. Watkins, Londres, 1926.